# Ếch cây Trung Bộ
Ếch cây Trung Bộ, tên khoa học Rhacophorus annamensis, là một loài ếch trong họ Rhacophoridae. Chúng được tìm thấy ở Campuchia và Việt Nam.
Các môi trường sống tự nhiên của chúng là các khu rừng ẩm ướt đất thấp nhiệt đới hoặc cận nhiệt đới, các khu rừng vùng núi ẩm nhiệt đới hoặc cận nhiệt đới, và sông. Loài này đang bị đe dọa do mất môi trường sống.